# Mustafa Kučuković
Mustafa Kučuković (* 5. November 1986 in Bosanski Novi, SFR Jugoslawien) ist ein ehemaliger deutscher Fußballspieler.

## Karriere
Mit fünf Jahren kam der in Bosnien und Herzegowina geborene Kučuković nach Deutschland, spielte zunächst beim SSV Buer 07/28 in Gelsenkirchen und wechselte 1997 in die Jugendabteilung des FC Schalke 04, bei der er die folgenden sechs Jahre verbrachte. Als B-Jugendlicher nahm ihn der VfL Bochum unter Vertrag, dort machte er in der A-Junioren-Bundesliga 2003/04 mit 25 Toren in 26 Spielen auf sich aufmerksam.
Seit der Saison 2004/05 spielte Kučuković beim Hamburger SV. Er bestritt für die Profimannschaft des HSV zehn Spiele in der Bundesliga, zwei im UEFA-Pokal, eines im UI-Cup. Meist wurde der Stürmer allerdings in der 2. Mannschaft in der Regionalliga Nord eingesetzt, dort erzielte er in 32 Spielen 18 Tore. Während seiner Zeit in Hamburg wurde er fünfmal in der U-20-Nationalmannschaft eingesetzt, nachdem er zuvor bereits neun Spiele für die U-19 bestritten hatte.
In der Saison 2006/07 wurde er an die SpVgg Greuther Fürth ausgeliehen und kehrte anschließend wieder für kurze Zeit in den Kader des Hamburger SV zurück, ehe er im August 2007 zum 1860 München wechselte.
In München spielte Kučuković in der zweiten Bundesliga, zudem lief er mehrmals in der zweiten Mannschaft auf. In der Saison 2008/09 kam er fast nur zu Kurzeinsätzen, am 30. Januar 2009 wechselte Kučuković zum französischen Erstligisten Grenoble Foot 38. Im April 2010 löste er seinen Vertrag bei Grenoble Foot auf. Fünf Monate später unterschrieb der ehemalige deutsche Juniorennationalspieler beim dänischen Erstligisten Sønderjysk Elitesport.
Zur Saison 2011/12 kehrte Kučuković nach Deutschland zurück und spielte für den Zweitligisten Energie Cottbus. Jedoch trennten sich der Klub und er schon wieder ein halbes Jahr später in der Winterpause, da Kučuković aus privaten Gründen in seine Heimat zurückkehren wollte. Im Januar 2012 unterschrieb der Stürmer einen Vertrag bei Olympiakos Nikosia aus der zyprischen First Division, wo er bis zum Sommer spielte.
Zur Saison 2013/14 kehrte Kučuković erneut nach Deutschland zurück und unterschrieb einen Zweijahresvertrag beim Drittligisten Hansa Rostock. Am 31. Oktober 2014 erzielte er im Spiel gegen den VfL Osnabrück in der Nachspielzeit zwei Tore, womit er seiner Mannschaft nach einem 0:2-Rückstand noch zu einem Unentschieden verhalf. Im Januar 2015 wurde sein Vertrag aufgelöst; einen Monat später beendete er seine Karriere vorläufig aus gesundheitlichen Gründen.
Am 23. Juli 2016 wurde bekannt, dass der Lüneburger SK Hansa Kučuković verpflichtet hat. Er erhielt in Lüneburg einen Vertrag bis 30. Juni 2017. Ende Januar 2017 ging durch die Presse, dass ebendieser Vertrag aufgelöst wurde und Kučuković fortan in der Hamburger Landesliga Hansa für den Verein Hamm United spielen würde. Anfang Februar wurde er vom Hamburger Fußball-Verband gesperrt und war seitdem Gegenstand einer Auseinandersetzung zwischen dem Hamburger Verein und Verband. Sein erstes Spiel für Hamm United machte am 22. Spieltag beim 2:2-Unentschieden gegen den TSV Sasel. Zum Ende der Saison beendete er seine Karriere.

## Privates
Kučuković ist der Neffe von Demir Hotić, der in der Bundesliga für den 1. FC Kaiserslautern aktiv war. Seit 2007 ist er verheiratet und hat einen Sohn. Im Februar 2022 wurde Kučuković vom Landgericht Hamburg aufgrund des Handels mit mehr als 100 Kilo Haschisch und Marihuana zu einer Freiheitsstrafe von viereinhalb Jahren verurteilt; die Erträge in Höhe von 631.400 Euro wurden eingezogen. Das Urteil ist noch nicht rechtskräftig.